# Tak blisko
Tak blisko – debiutancki album studyjny polskiego wokalisty Rafała Brzozowskiego, wydany 7 sierpnia 2012 roku przez wytwórnię płytową Universal Music Polska. Album zawiera 11 premierowych piosenek, a jego pierwszym promującym singlem został tytułowy utwór „Tak blisko”, do którego nakręcono teledysk. Singel podczas gali Eska Music Awards 2012 otrzymał nagrodę w kategorii Hit lata.
Album dotarł do 12. pozycji notowania OLiS. Wydawnictwu przyznano certyfikat platynowej płyty za sprzedaż w nakładzie przekraczającym 30 tysięcy sztuk.

## Lista utworów
Opracowano na podstawie materiału źródłowego.
| Nr  | Tytuł utworu                   | Słowa                                      | Muzyka                  | Długość |
| --- | ------------------------------ | ------------------------------------------ | ----------------------- | ------- |
| 1.  | „Tak blisko”                   | Marek Kościkiewicz                         | Rafał Smoleń            | 3:04    |
| 2.  | „Biegnij”                      | Marek Kościkiewicz                         | Michał Grymuza          | 3:43    |
| 3.  | „Dublin”                       | Marek Kościkiewicz                         | Michał Grymuza          | 3:06    |
| 4.  | „Nie mam nic”                  | Marek Kościkiewicz                         | Marek Kościkiewicz      | 3:48    |
| 5.  | „Gdzieś w nas”                 | Rafał Brzozowski                           | Rafał Brzozowski        | 4:09    |
| 6.  | „Katrina” (gościnnie: Liber)   | Kasia Chrzanowska, Liber, Łukasz Bartoszak | Tabb, Sylwia Grzeszczak | 3:22    |
| 7.  | „Tatuaż twój”                  | Marek Kościkiewicz                         | Marek Kościkiewicz      | 3:32    |
| 8.  | „Sexy dama” (gościnnie: Liber) | Liber, Rafał Brzozowski                    | Marek Kościkiewicz      | 4:12    |
| 9.  | „Dzień”                        | Marek Kościkiewicz                         | Wojtek Wójcicki         | 4:37    |
| 10. | „Disco”                        | Liber, Rafał Brzozowski                    | Rafał Brzozowski        | 3:56    |
| 11. | „Planety samotne”              | Ryszard Kunce                              | Rafał Brzozowski        | 4:16    |
|     |                                |                                            |                         | 41:45   |

| Reedycja | Reedycja                       | Reedycja                                   | Reedycja                                                    | Reedycja |
| Nr       | Tytuł utworu                   | Słowa                                      | Muzyka                                                      | Długość  |
| -------- | ------------------------------ | ------------------------------------------ | ----------------------------------------------------------- | -------- |
| 1.       | „Tak blisko”                   | Marek Kościkiewicz                         | Rafał Smoleń                                                | 3:04     |
| 2.       | „Biegnij”                      | Marek Kościkiewicz                         | Michał Grymuza                                              | 3:43     |
| 3.       | „Dublin”                       | Marek Kościkiewicz                         | Michał Grymuza                                              | 3:06     |
| 4.       | „Nie mam nic”                  | Marek Kościkiewicz                         | Marek Kościkiewicz                                          | 3:48     |
| 5.       | „Gdzieś w nas”                 | Rafał Brzozowski                           | Rafał Brzozowski                                            | 4:09     |
| 6.       | „Katrina” (gościnnie: Liber)   | Kasia Chrzanowska, Liber, Łukasz Bartoszak | Tabb, Sylwia Grzeszczak                                     | 3:22     |
| 7.       | „Tatuaż twój”                  | Marek Kościkiewicz                         | Marek Kościkiewicz                                          | 3:32     |
| 8.       | „Sexy dama” (gościnnie: Liber) | Liber, Rafał Brzozowski                    | Marek Kościkiewicz                                          | 4:12     |
| 9.       | „Dzień”                        | Marek Kościkiewicz                         | Wojtek Wójcicki                                             | 4:37     |
| 10.      | „Disco”                        | Liber, Rafał Brzozowski                    | Rafał Brzozowski                                            | 3:56     |
| 11.      | „Planety samotne”              | Ryszard Kunce                              | Rafał Brzozowski                                            | 4:16     |
| 12.      | „Za mały świat”                | Ryszard Kunce                              | Felix Gauder, Oliver Nova, Shaka Loveless Gron, Yoshi Breen | 3:07     |
| 13.      | „Nie mam nic” (Summer Mix)     | Marek Kościkiewicz                         | Marek Kościkiewicz                                          | 3:27     |
|          |                                |                                            |                                                             | 48:19    |